# 欧当日
欧当日（法語：Audenge，法語發音：[odɑ̃ʒ]）是法国吉伦特省的一个市镇，位于该省中部偏西南，属于阿卡雄区。

## 地理
欧当日（44°41'1"N, 1°0'48"W）面积82.09 平方千米，位于法国新阿基坦大区吉倫特省，该省份为法国西南部沿海省份，是法國本土面积最大的省，北起滨海夏朗德省，西临大西洋，南至朗德省，东南接洛特-加龍省，东临多爾多涅省。
与欧当日接壤的市镇（或旧市镇、城区）包括：朗通、比加诺斯、圣让迪亚克、马舍普里姆、塞斯塔斯。
欧当日的时区为UTC+01:00、UTC+02:00（夏令时）。

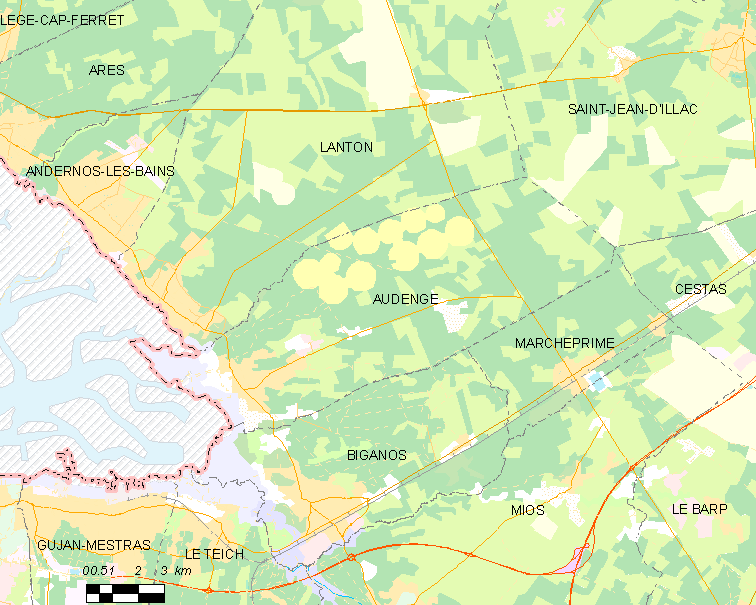
欧当日的OSM定位图

## 行政
欧当日的邮政编码为33980，INSEE市镇编码为33019。

## 政治
欧当日所属的省级选区为昂代诺斯莱班县。

## 交通
吉伦特省省道D3线、D5线和D5E5线在境内交汇。

## 人口

1962-2008年间欧当日人口变化图示

欧当日于2022年1月1日时的人口数量为9550人。